# Бурлик (Український сільський округ)
Бурли́к (каз. Бұрлық) — село у складі Айиртауського району Північноказахстанської області Казахстану. Входить до складу Українського сільського округу, раніше було центром ліквідованої Жетикольської сільської ради.
Населення — 56 осіб (2021; 304 у 2009, 345 у 1999, 543 у 1989).
Національний склад станом на 1989 рік:
- росіяни — 39 %
- казахи — 35 %.

До 2009 року село називалось Бурлук.